# Бесколь (Алакольський район)
Беско́ль (каз. Бескөл) — село у складі Алакольського району Жетисуської області Казахстану. Входить до складу Бескольського сільського округу.
Населення — 4355 осіб (2021; 3301 у 2009, 3906 у 1999, 2725 у 1989).